# Ліпники (Ґарволінський повіт)
Ліпники (пол. Lipniki) — село в Польщі, у гміні Ласкажев Ґарволінського повіту Мазовецького воєводства.
Населення — 74 особи (2011).
У 1975-1998 роках село належало до Седлецького воєводства.

## Демографія
Демографічна структура станом на 31 березня 2011 року:
|          | Загалом | Допрацездатний вік | Працездатний вік | Постпрацездатний вік |
| -------- | ------- | ------------------ | ---------------- | -------------------- |
| Чоловіки | 39      | 7                  | 26               | 6                    |
| Жінки    | 35      | 6                  | 19               | 10                   |
| Разом    | 74      | 13                 | 45               | 16                   |